# Stephanie Labbé
Stephanie Lynn Marie Labbé (Edmonton, Alberta, Canadá; 10 de octubre de 1986) es una futbolista canadiense. Jugaba de guardameta para la selección de Canadá y para el Paris Saint-Germain de la Division 1 Féminine de Francia.
Labbé ganó una medalla de bronce en Juegos Olímpicos de Río de Janeiro 2016 y una medalla de oro en Juegos Olímpicos de Tokio 2020 con su selección.  En 2019, ganó el Campeonato de la NWSL con el Courage.

## Palmarés

### Títulos internacionales
| Título           | Equipo | Sede           | Año  |
| ---------------- | ------ | -------------- | ---- |
| Juegos Olímpicos | Canadá | Río de Janeiro | 2016 |
| Juegos Olímpicos | Canadá | Tokio          | 2020 |

(*) Incluyendo la Selección

## Vida personal
Labbé ha tenido relación con la ciclista olímpica canadiense Georgia Simmerling desde 2016, con la que se comprometió en agosto de 2021.